# Comuna Novopavlivka, Baștanka
Novopavlivka (în ucraineană Новопавлівка) este o comună în raionul Baștanka, regiunea Mîkolaiiv, Ucraina, formată din satele Novopavlivka (reședința) și Zelenîi Klîn.

## Demografie
Componența lingvistică a comunei Novopavlivka
     Ucraineană (96,05%)
     Rusă (3,26%)
     Alte limbi (0,58%)
Conform recensământului din 2001, majoritatea populației comunei Novopavlivka era vorbitoare de ucraineană (96,05%), existând în minoritate și vorbitori de rusă (3,26%).